# Balltown
Balltown és una població dels Estats Units a l'estat d'Iowa. Segons el cens del 2000 tenia 73 habitants.

## Demografia
Segons el cens del 2000, Balltown tenia 73 habitants, 29 habitatges, i 22 famílies. La densitat de població era de 469,8 habitants per km².
Dels 29 habitatges en un 17,2% hi vivien nens de menys de 18 anys, en un 62,1% hi vivien parelles casades, en un 10,3% dones solteres, i en un 24,1% no eren unitats familiars. En el 24,1% dels habitatges hi vivien persones soles el 10,3% de les quals corresponia a persones de 65 anys o més que vivien soles. El nombre mitjà de persones vivint en cada habitatge era de 2,52 i el nombre mitjà de persones que vivien en cada família era de 2,91.
Per edats la població es repartia de la següent manera: un 19,2% tenia menys de 18 anys, un 15,1% entre 18 i 24, un 15,1% entre 25 i 44, un 30,1% de 45 a 60 i un 20,5% 65 anys o més.
L'edat mediana era de 50 anys. Per cada 100 dones de 18 o més anys hi havia 118,5 homes.
La renda mediana per habitatge era de 40.625 $ i la renda mediana per família de 49.063 $. Els homes tenien una renda mediana de 36.250 $ mentre que les dones 16.875 $. La renda per capita de la població era de 24.241 $. Cap de les famílies estaven per davall del llindar de pobresa.

## Poblacions més properes
El següent diagrama mostra les poblacions més properes.